# Теректи (Кокпектинський район)
Теректи́ (каз. Теректі) — село у складі Кокпектинського району Абайської області Казахстану. Адміністративний центр та єдиний населений пункт Теректинського сільського округу.
Населення — 623 особи (2021; 801 у 2009, 939 у 1999, 1093 у 1989).
Національний склад станом на 1989 рік:
- казахи — 66 %

У радянські часи село називалось також Теректі.